# Jacksonville Jaguars 2011
La stagione 2011 dei Jacksonville Jaguars è stata la 17ª della franchigia nella National Football League, la nona con come capo-allenatore Jack Del Rio, che fu licenziato il 29 novembre.

## Scelte nel Draft 2011

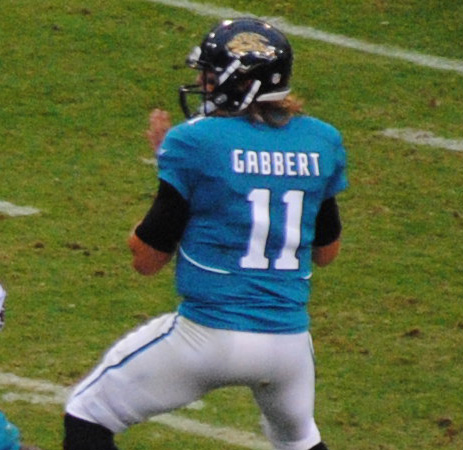
Blaine Gabbert fu la scelta del primo giro del Draft 2011 dei Jaguars

| Ordine | Ordine | Giocatore       | Ruolo          | College          |
| Giro   | Scelta | Giocatore       | Ruolo          | College          |
| ------ | ------ | --------------- | -------------- | ---------------- |
| 1      | 10     | Blaine Gabbert  | Quarterback    | Missouri         |
| 3      | 76     | Will Rackley    | Guardia        | Lehigh           |
| 4      | 114    | Cecil Shorts    | Wide receiver  | Mount Union      |
| 4      | 121    | Chris Prosinski | Safety         | Wyoming          |
| 5      | 147    | Rod Issac       | Defensive back | Middle Tennessee |

## Roster
| Roster dei Jacksonville Jaguars nel 2011 |
| --- |
| Quarterback - 11 Blaine Gabbert - 13 Dan LeFevour - 12 Luke McCown Running Back - 44 Brock Bolen FB - 40 DuJuan Harris - 33 Greg Jones FB - 32 Maurice Jones-Drew - 35 Deji Karim - 24 Montell Owens FB Wide Receiver - 87 Jarett Dillard - 81 Kassim Osgood - 15 Taylor Price - 84 Cecil Shorts KR - 80 Mike Thomas PR - 17 Chastin West Tight End - 83 Colin Cloherty - 89 Marcedes Lewis - 88 Zach Petter Offensive Linemen - 78 Cameron Bradfield T - 62 John Estes C - 63 Brad Meester C - 75 Eugene Monroe T - 77 Uche Nwaneri G/C - 65 Will Rackley G - 67 Jason Spitz G/C - 68 Guy Whimper T Defensive Linemen - 93 Tyson Alualu DT - 98 Nate Collins DT - 69 Leger Douzable DT - 95 Corvey Irvin DT - 96 Terrance Knighton DT - 94 Jeremy Mincey DE - 99 C.J. Mosley DT - 90 Matt Roth DE - 91 George Selvie DE Linebacker - 50 Russell Allen OLB - 58 Stephen Franklin OLB - 59 Mike Lockley MLB - 51 Paul Posluszny MLB - 52 Daryl Smith OLB Defensive Back - 38 C.C. Brown SS - 30 Drew Coleman CB - 20 David Jones CB - 26 Dawan Landry FS - 25 Dwight Lowery SS - 39 Robert McClain CB - 41 Akwasi Owusu-Ansah FS/WR - 22 Kevin Rutland CB - 37 Morgan Trent CB - 31 Ashton Youboty CB Special Team - 48 Jeremy Cain LS - 2 Nick Harris P - 10 Josh Scobee K Lista delle riserve - 56 Kyle Bosworth OLB (IR) - 73 Eben Britton T (IR) - 97 John Chick DE (IR) - 21 Derek Cox CB (IR) - 36 Courtney Greene SS (IR) - 72 Kevin Haslam T/G (IR) - 34 T.J. Heat CB (IR) - -- Rod Isaac SS (IR) - 23 Rashad Jennings RB (IR) - 74 Aaron Kampman DE (IR) - 92 Austen Lane DE (IR) - 38 Darcel McBath FS (IR) - 27 Rashean Mathis CB (IR) - 29 William Middleton CB (IR) - 86 Zach Miller TE (IR) - 97 Aaron Morgan OLB (IR) - 34 Richard Murphy RB (IR) - 42 Chris Prosinski FS (IR) - 18 Brian Robiskie WR (IR) - -- Martin Rucher TE (IR) - 55 Clint Session OLB (IR) - 95 D'Anthony Smith DT (IR) - 43 Terrell Whitehead FS (IR) Squadra di allenamento - 76 Daniel Baldridge T - 49 Jammie Kirlew DE - 16 Charly Martin WR - 60 Bradley Vierling C 53 attivi, 23 inattivi, 4 nella squadra di allenamento |
| Legenda - I rookie sono in corsivo. - Il primo ruolo è il principale mentre gli eventuali successivi indicano i ruoli secondari. - (IR) sta per Injured Reserve ed indica la lista ristretta per un solo giocatore infortunato che può tornare ad allenarsi dopo la settimana 6 e a rientrare in prima squadra dopo che questa ha giocato 8 partite. - (NF-Inj.) / (NF-Ill.) stanno rispettivamente per Non-Football Injured e Non-Football Illness ed indicano le liste dove viene inserito un giocatore che ha un infortunio o una malattia non dipendente dal football americano. - (PUP) sta per Physically Unable to Perform ed indica la lista dove viene inserito un giocatore mentre è in attesa di recuperare la condizione fisica. Nella stagione regolare dopo la sesta partita giocata dalla propria squadra, il giocatore ha tempo tre settimane per riprendere ad allenarsi, più tre settimane aggiuntive dal suo rientro agli allenamenti per rientrare in prima squadra. |

## Calendario

### Stagione regolare
| Stagione regolare |                    |                    |                        |                    |                    |                          |                    |                    |
| Turno             | Data               | Ora (ET)           | Avversario             | Risultato          | Risultato          | Stadio                   | TV                 | Sintesi            |
| Turno             | Data               | Ora (ET)           | Avversario             | Punteggio          | Record             | Stadio                   | TV                 | Sintesi            |
| 1                 | 11/9               | 1:00 p.m. EDT      | Tennessee Titans       | V 16–14            | 1–0                | EverBank Field           | CBS                | Recap              |
| 2                 | 18/9               | 1:00 p.m. EDT      | at New York Jets       | 'S 3–32            | 1–1                | MetLife Stadium          | CBS                | Recap              |
| 3                 | 25/9               | 1:00 p.m. EDT      | at Carolina Panthers   | S 10–16            | 1–2                | Bank of America Stadium  | CBS                | Recap              |
| 4                 | 2/10               | 1:00 p.m. EDT      | New Orleans Saints     | S 10–23            | 1–3                | EverBank Field           | Fox                | Recap              |
| 5                 | 9/10               | 1:00 p.m. EDT      | Cincinnati Bengals     | S 20–30            | 1–4                | EverBank Field           | CBS                | Recap              |
| 6                 | 16/10              | 1:00 p.m. EDT      | at Pittsburgh Steelers | S 13–17            | 1–5                | Heinz Field              | CBS                | Recap              |
| 7                 | 24/10              | 8:30 p.m. EDT      | Baltimore Ravens       | V 12–7             | 2–5                | EverBank Field           | ESPN               | Recap              |
| 8                 | 30/10              | 1:00 p.m. EDT      | at Houston Texans      | S 14–24            | 2–6                | Reliant Stadium          | CBS                | Recap              |
| 9                 | Settimana di pausa | Settimana di pausa | Settimana di pausa     | Settimana di pausa | Settimana di pausa | Settimana di pausa       | Settimana di pausa | Settimana di pausa |
| 10                | 13/11              | 1:00 p.m. EST      | at Indianapolis Colts  | V 17–3             | 3–6                | Lucas Oil Stadium        | CBS                | Recap              |
| 11                | 20/11              | 1:00 p.m. EST      | at Cleveland Browns    | S 10–14            | 3–7                | Cleveland Browns Stadium | CBS                | Recap              |
| 12                | 27/11              | 1:00 p.m. EST      | Houston Texans         | S 13–20            | 3–8                | EverBank Field           | CBS                | Recap              |
| 13                | 5/12               | 8:30 p.m. EST      | San Diego Chargers     | S 14–38            | 3–9                | EverBank Field           | ESPN               | Recap              |
| 14                | 11/12              | 1:00 p.m. EST      | Tampa Bay Buccaneers   | V 41–14            | 4–9                | EverBank Field           | Fox                | Recap              |
| 15                | 15/12              | 8:20 p.m. EST      | at Atlanta Falcons     | S 14–41            | 4–10               | Georgia Dome             | NFLN               | Recap              |
| 16                | 24/12              | 1:00 p.m. EST      | at Tennessee Titans    | S 17–23            | 4–11               | LP Field                 | CBS                | Recap              |
| 17                | 1/1                | 1:00 p.m. EST      | Indianapolis Colts     | V 19–13            | 5–11               | EverBank Field           | CBS                | Recap              |